# Martin Morlock
Martin Morlock (* 23. September 1918 in Berlin; † 12. November 1983 in München; eigentlich Günther Goercke) war ein deutscher Journalist und Kabarett-Autor.

## Leben
Morlock besuchte eine Kunstschule in München und begann ein Medizinstudium, das er nach dem Zweiten Weltkrieg fortsetzte. Er trat mit eigenen Gedichten in der Schwabinger «Künstlerklause» auf und erhielt Schauspielunterricht in der Nachwuchsschule der Bavaria Filmkunst GmbH. Gegen Ende des Kriegs wurde er als Feldunterarzt in Italien eingesetzt und gab zusammen mit Werner Finck in Meran die Lazarett-Zeitung «Fieberkurve» heraus. Nach Deutschland zurückgekehrt, war Morlock als freier Journalist und Schriftsteller tätig; er schrieb unter anderem für das Düsseldorfer Kom(m)ödchen, die satirische Zeitschrift Das Wespennest, für das von Erich Kästner gegründete literarische Kabarett Die Kleine Freiheit (seit 1952) und die Münchner Lach- und Schießgesellschaft. Seit 1955 war er auch Fernsehkritiker der Süddeutschen Zeitung und des Spiegels und verfasste eigene Fernseh-Serien.

## Werke
- Hohe Schule der Verführung 1977 Econ Verlag; Bastei-Lübbe Taschenbuch 63051 ISBN 3-404-63051-3
- Regeln für Spielverderber. Verlag Scherz
- Versuch‘s doch mal mit Chuzpe. Wie man seinen Platz an der Sonne erobert und erhält. 1972 dtv ISBN 3-423-00811-3

## Filmografie (Auswahl)
- 1956: Pulverschnee nach Übersee